# Warrior (album Michaela Rose’a)
Warrior – dziewiętnasty album studyjny Michaela Rose’a, jamajskiego wykonawcy muzyki reggae.
Płyta została wydana w roku 2006 przez holenderską wytwórnię M Records. Nagrania zostały zarejestrowane w Twilight Studio w Nijmegen. Ich produkcją zajął się Ryan Moore.

## Lista utworów
1. "Warrior"
2. "Freedom"
3. "Youth Nowadays"
4. "Zion"
5. "Longtime"
6. "Them A Look"
7. "Dangerzone"
8. "Solid Ground"
9. "A Little Bit More"
10. "Nature"

## Muzycy
- Darryl Thompson - gitara
- Earl "Chinna" Smith - gitara
- Ryan Moore - gitara basowa, perkusja
- Noel "Skully" Simms - perkusja
- Sly Dunbar - perkusja
- David Madden - trąbka
- Dean Fraser - saksofon
- Ronald "Nambo" Robinson - puzon
- Carol "Bowie" McLaughlin - keyboard
- Ansel Collins - keyboard
- Wally Badarou - syntezator
- Rochell Bradshaw - chórki